# كمال رزاق بارة
كمال رزاق بارة. (يناير 1948 - 25 يوليو 2017 ) مستشار برئاسة الجمهورية الجزائرية  ولد في عين البيضاء بولاية أم البواقي في الجزائر وتوفي وله 69 عاما.
وهو محامي جزائري، رجل حقوقي ارتبط اسمه بحقوق الإنسان تقلد العديد من المناصب العليا والمسؤوليات في مؤسسات الدولة.
تخرج من كلية الحقوق بجامعة الجزائر، عمل محاميا لدى مكتب المحاماة للأستاذ علي هارون، عضو المجلس الأعلى للدولة (1992-1994، شغل منصب مستشار لدى رئاسة الجمهورية في عهد الرئيس بوتفليقة، ورئيس للمرصد الوطني لحقوق الإنسان. كان قبلها مقررا للجنة التحقيق في قضية اغتيال الرئيس محمد بوضياف، كما شغل منصب سفير في ليبيا، وكان عضوا باللجنة الإفريقية لحقوق الإنسان، وشارك في مراقبة أول انتخابات في رام الله بفلسطين عقب اتفاق أوسلو.

## المناصب التي تولاها
- أستاذا محاضرا بعدة كليات ومدارس عليا بجامعة الجزائر في مادة القانون بالمدرسة العليا للتجارة.
- رئيس مجموعة العمل حول «مجتمعات السكان الأصليين» ورئيس بعثة لدى الاتحاد الإفريقي، ثم سفيرا للجزائر في ليبيا من 2001 إلأى 2004
- مستشار لدى رئاسة الجمهورية سنة 2005، مكلف بشؤون الأ/ن والسلم ومكافحة الإرهاب.
- رئيس المرصد الوطني لحقوق الإنسان سنة 1992.
- مستشار لحقوق الإنسان لدى رئيس الجمهورية الأسبق ليامين زروال.
- عضو باللجنة الإفريقية لحقوق الإنسان والشعوب سنة 1998.

## وفاته
توفي، فجر اليوم الثلاثاء 25 جويلية 2017، في عيادة اسطاوالي بالعاصمة. ودفن في اليوم الموالي في مقبرة العالية بحضور عدد من الشخصيات البارزة.